# Андрейчикова Олена Анатоліївна

Олена Анатоліївна Андрейчикова (Хелена Андрейчикова - творчий псевдонім з 2023 року)  (нар. 6 січня 1979) — українська письменниця, перекладачка, радіоведуча, сценаристка, драматургиня. Учасниця багатьох літературних фестивалів, театральних проєктів та концертів. Громадська діячка, організаторка низки літературних подій та перфомансів.

## Життєпис
У 2000 році закінчила Одеський Національний Університет, факультет романо-германської філології.
Одружена, має сина 2011 року народження.

## Творчість
Авторка збірки "Женщины как женщины", 2015, видавництво Brand Book Publishing.
2017 - збірка "Остаться дома в понедельник", "Таємне понеділкування", "Акулы тоже занимаются любовью", видавництво BookChef.
2018 - роман російською "Тени в профиль" та українською "Тінь у профіль" було видано у видавництві Meridian Czernowitz.
2020 - збірка "Нежные выживут", видавництво BookChef.
Постійна драматургиня та акторка Театру Вух. П'єса "Чужі" відбулася з аншлагом в Одесі, в Києві та у Львові.
Постійна учасниця клубу "Зелена лампа" у Всесвітньому Клубі Одеситів.
Дипломантка Міжнародної літературної премії імені Ісаака Бабеля.
Лауреатка Міжнародної літературної премії Andprose у Барселоні.
Працювала на Радіо Shark (Одеса) та Радіо Аристократи (Київ).

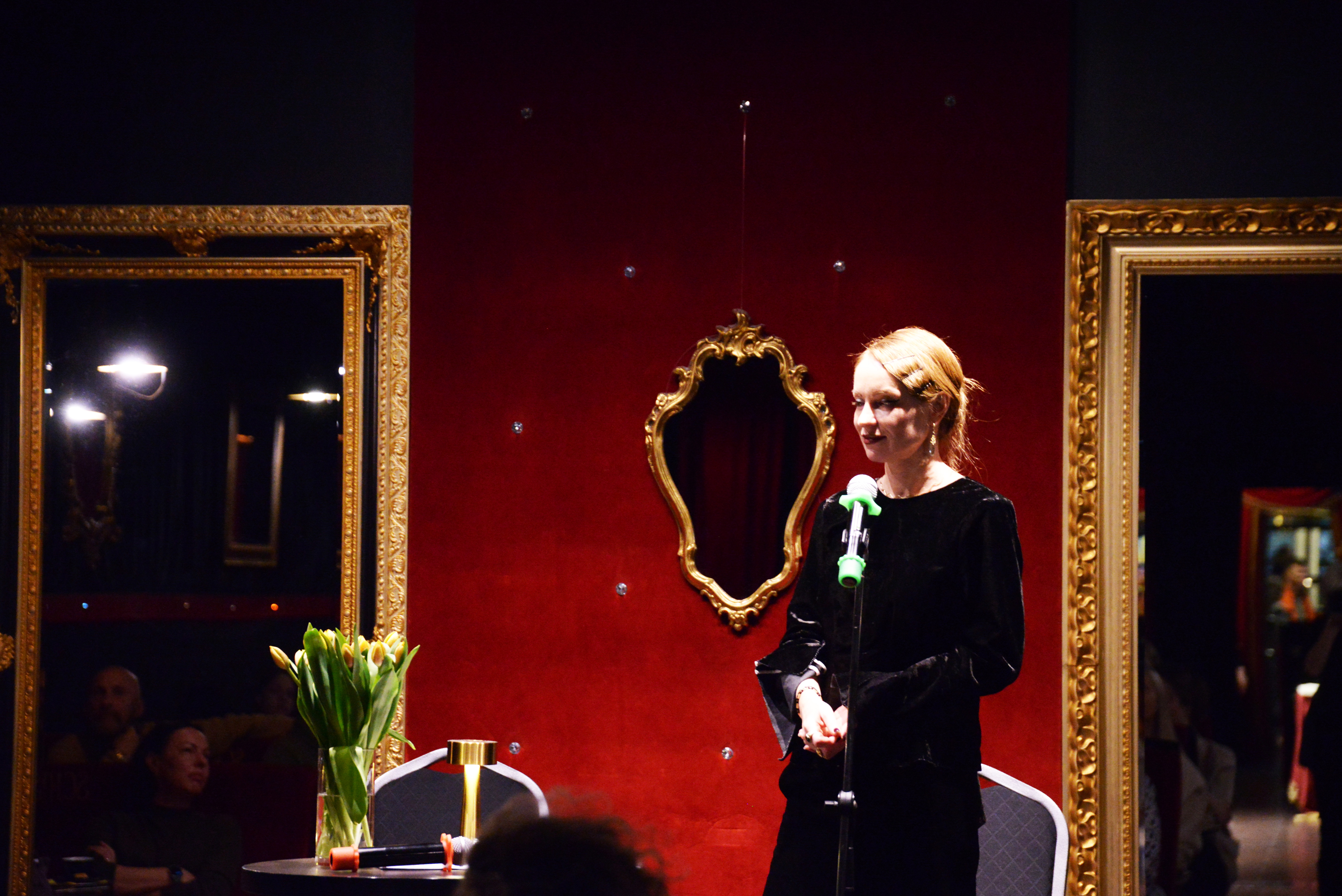
Презентація книги "Чисті двері"

Була ведучою міжнародних книжкових заходів, а саме: зустрічі з Ельчином Сафарлі в Києві та Львові, онлайн-зустріч з Естель Перель.
Засновниця в Одесі Клубу читачів OdessaBookwormClub.
Організаторка "Іронічних читань" в Театрі на Подолі (Київ) та Зеленому театрі (Одеса).
Учасниця багатьох літературних фестивалів: Meridian Poltava, Meridian Czernowitz, Книжковий Арсенал (Київ), Форум Видавців (ЛЬвів), Франкфуртський Книжковий ярмарок, Словоново (Чорногорія).
2023 - роман "Чисті двері", видавництво BookChef, місто Київ. Роман - художні хроніки 2022 року в Одесі.

## Книги
- http://elenaandreychykova.com/ [Архівовано 30 січня 2021 у Wayback Machine.]
- https://www.yakaboo.ua/ostat-sja-doma-v-ponedel-nik.html [Архівовано 29 січня 2021 у Wayback Machine.]
- https://www.yakaboo.ua/teni-v-profil.html [Архівовано 31 січня 2021 у Wayback Machine.]
- https://book24.ua/product/akuly-tozhe-zanimayutsya-lyubovyu/ [Архівовано 28 січня 2021 у Wayback Machine.]
- https://book24.ua/product/ta-mne-ponedilkuvannya/ [Архівовано 31 січня 2021 у Wayback Machine.]
- https://book24.ua/ua/product/chisti-dveri/